# Smidarská Lhota
Smidarská Lhota (německy Lhota Smidar) je vesnice, část obce Vinary v okrese Hradec Králové. Nachází se asi 2 km na východ od Vinar. Prochází zde silnice II/280. V roce 2009 zde bylo evidováno 52 adres. V roce 2001 zde trvale žilo 85 obyvatel.
Smidarská Lhota je také název katastrálního území o rozloze 2,84 km2.

## Historie
První písemná zmínka o obci pochází z roku 1332.

## Pamětihodnosti
- Socha sv. Venancia
- Socha Ukřižování